# Krožna matrika
Krožna matrika (tudi ciklična matrika) je posebna vrsta Toeplitzove matrike. V krožni matriki se vsak vrstični vektor zavrti za en element proti desni glede na njemu predhodni vrstični vektor. 

## Definicija
Krožna matrika razsežnosti {\displaystyle n\times n\,} ima obliko
{\displaystyle C={\begin{bmatrix}c_{0}&c_{n-1}&\dots &c_{2}&c_{1}\\c_{1}&c_{0}&c_{n-1}&&c_{2}\\\vdots &c_{1}&c_{0}&\ddots &\vdots \\c_{n-2}&&\ddots &\ddots &c_{n-1}\\c_{n-1}&c_{n-2}&\dots &c_{1}&c_{0}\\\end{bmatrix}}.}
Krožna matrika je že popolnoma določena samo z enim vektorjem, ki se nahaja v prvi vrstici matrike. Vse ostale vrstice so samo ciklične permutacije tega vektorja.  Zadnja vrstica je obratni vektor prvega vektorja. 

## Lastni vektorji in lastne vrednosti krožne matrike
Lastni vektorji krožne matrike so dani z
{\displaystyle v_{j}=(1,~\omega _{j},~\omega _{j}^{2},~\ldots ,~\omega _{j}^{n-1})^{T},\,}
kjer je 
- {\displaystyle \omega _{j}=\exp(2\pi ij/n);~~j=0\ldots n-1}
- {\displaystyle i={\sqrt {-1}}\,} imaginarna enota

Konstante {\displaystyle \omega _{0},~\omega _{1},~\ldots ,~\omega _{n-1}} so n-ti koreni enote, ki zadoščajo {\displaystyle \omega _{j}^{n}=1\,}.
Lastne vrednosti so enake
{\displaystyle \lambda _{j}=c_{0}+c_{n-1}\omega _{j}+c_{n-2}\omega _{j}^{2}+\ldots +c_{1}\omega _{j}^{n-1},~~j=0\ldots n-1\,}.

## Determinanta krožne matrike
Determinanto krožne matrike izračunamo s pomočjo obrazca
{\displaystyle {\mbox{det}}(C)=\prod _{j=0}^{n-1}(c_{0}+c_{n-1}\omega _{j}+c_{n-2}\omega _{j}^{2}+\dots +c_{1}\omega _{j}^{n-1})}
kjer je 
- {\displaystyle \omega _{j}=\exp(2\pi ij/n);~~j=0\ldots n-1}
- {\displaystyle i={\sqrt {-1}}\,} imaginarna enota

ker pa transponiranje ne spremeni lastnih vrednosti matrike, lahko to zapišemo tudi kot
{\displaystyle {\mbox{det}}(C)=\prod _{j=0}^{n-1}(c_{0}+c_{1}\omega _{j}+c_{2}\omega _{j}^{2}+\dots +c_{n-1}\omega _{j}^{n-1}).}.

## Značinosti
- Za krožno matriko velja

{\displaystyle C=c_{0}I+c_{1}P+c_{2}P^{2}+\ldots +c_{n-1}P^{n-1}\,}
kjer je 
{\displaystyle P={\begin{bmatrix}0&0&0&\ldots &0&1\\1&0&0&\ldots &0&0\\0&1&0&\ldots &0&0\\&&\ddots &\ddots &\ddots \\0&0&0&\ldots &1&0\end{bmatrix}}\,} ciklična permutacijska matrika
- Krožne matrike  tvorijo komutativno algebro, ker je za poljubni dve matriki {\displaystyle A\,} in {\displaystyle B\,}, vsota {\displaystyle A+B\,} tudi krožna matrika, prav tako je krožna matrika tudi njun produkt {\displaystyle AB\,}, ter tudi velja {\displaystyle AB=BA\,},
- Lastni vektorji krožne matrike so stolpci matrike enotske diskretne Fourierjeve transformacije, ki jo lahko prikažemo kot Vandermondovo matriko .